# Simpert
Simpert (auch Sintpert, Simbert, Sindbert) (* um 750; † wahrscheinlich 13. Oktober 807 in Augsburg) war von 778 bis 807 Bischof in Augsburg. Papst Paul II. hat in einer Urkunde vom 6. Januar 1468 die Verehrung Simperts als Heiligen vor Ort erlaubt. Papst Gregor XV. genehmigte 1622 die Verehrung in der gesamten Augsburger Diözese.

## Kirchengeschichtliche Zeitumstände
Simpert lebte zur Zeit Karls des Großen. Das Bischofsamt wurde ihm vom König übertragen. Augsburg lag im Spannungsfeld der Auseinandersetzungen der Franken mit den Bayern und, weiter östlich, der Awaren. Karl der Große setzte 788 den Bayern-Herzog Tassilo III. wegen Treueverletzung ab und gliederte das Herzogtum ins Frankenreich ein.
Zu Karl dem Großen bestanden möglicherweise verwandtschaftliche Bande des Simpert. Er könnte ein Neffe des Herrschers gewesen sein. Als persönlicher Beauftragter Karls des Großen war Simpert im Jahre 799 zur Provinzialsynode in Reisbach (Niederbayern) entsandt. Sie diskutierte unter anderem über Rechtsfragen der Geistlichen und die Teilnahme von Laien am Gottesdienst.

## Leben
Es gibt zwar im Vergleich zu Simperts bischöflichen Vorgängern viele Angaben, aber viele davon sind nicht gesichert bzw. haltbar. Über Kindheit und Jugend ist nichts überliefert, über die ersten Mannesjahre gibt es widersprüchliche Informationen.
So heißt es beispielsweise, dass Simpert Abt des Klosters Murbach im Elsass gewesen sei. Tatsächlich wird ein „Sintpert“ im dortigen Äbtekatalog erwähnt, allerdings für die Zeit von 789 bis 792. Da es zu dieser Zeit nur zwei Bischöfe dieses Namens gab (in Augsburg und von 768–791 in Regensburg) und der Regensburger Bischof bereits 791 sicher verstarb, ist diese Behauptung noch relativ wahrscheinlich. Weil der Vorgänger, Bischof Tozzo, aus dem Elsass an den Lech kam, existiert die Hypothese, dass Karl der Große auch jenen Simpert mit der Aufgabe in Augsburg betraut haben könnte. Dieser Vorgang ist jedoch eher in das Jahr 778 zu datieren, als Tozzo mutmaßlich verstarb.
Ab 789 war Simpert angeblich zugleich Bischof des Bistums Neuburg-Staffelsee, das er um 802 in das Bistum Augsburg eingliederte. Ein päpstliches Schriftstück vom 11. April 800 bezeichnet ihn als „Bischof von Staffelsee“. Allerdings sind über die Geschichte des Bistums Neuburg kaum Dokumente erhalten. Er soll im  Kloster Staffelsee auf der Insel Wörth gleichzeitig Abt gewesen sein.

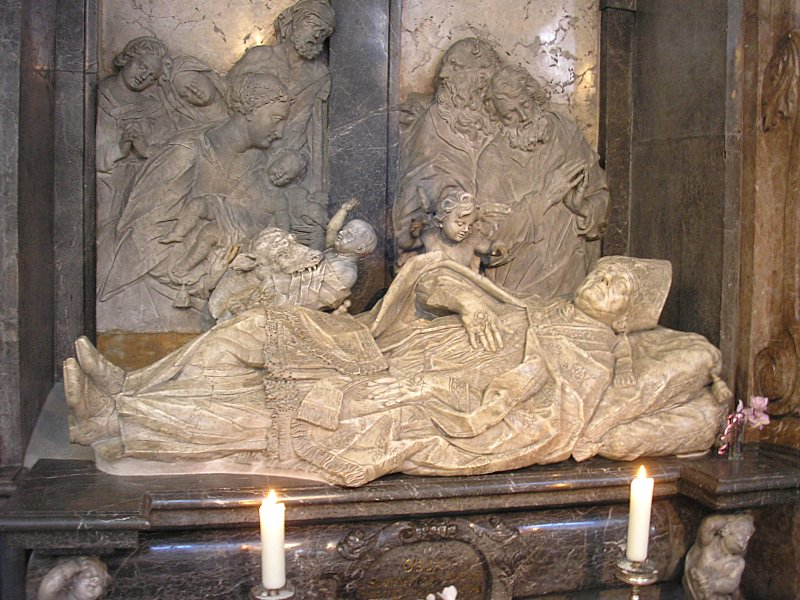
Grab des Hl. Simpert in St. Ulrich und Afra, Augsburg

Simpert war vermutlich ein Vertrauter Karls des Großen; zumindest wurde Augsburg unter diesem Herrscher massiv gefördert. Gesichert ist, dass der Augsburger Dom unter Simpert vollendet und geweiht wurde. Als Bischof bestattete er auch den Abt Waldram des Klosters Benediktbeuern und weihte Eliland zum Nachfolger. Er kümmerte sich um das Gedeihen des Klosters Sankt Mang in Füssen.
Insgesamt scheint Simpert im damaligen Leben eine wichtige Persönlichkeit gewesen zu sein. In den damaligen Kämpfen zwischen Bayern und Franken wurde Augsburg schwer mitgenommen. Simpert soll hier viel zum Wiederaufbau beigetragen haben.
Simpert starb an einem 13. Oktober. Das Jahr ist nicht überliefert; vermutlich wird es aber 807 gewesen sein. Seit 1492 ruhen seine Reliquien in der Basilika St. Ulrich und Afra, Augsburg; der dortige Abt Konrad Mörlin hatte sich nachhaltig für die Überführung der Gebeine eingesetzt und förderte den Kult des Heiligen. Dessen barockes Grabdenkmal in dieser Kirche wird dem Bildhauer Johann Jakob Herkomer (1652–1717) zugeschrieben. 

## Gedenktag und Patronate
- Gedenktag ist der 13. Oktober.

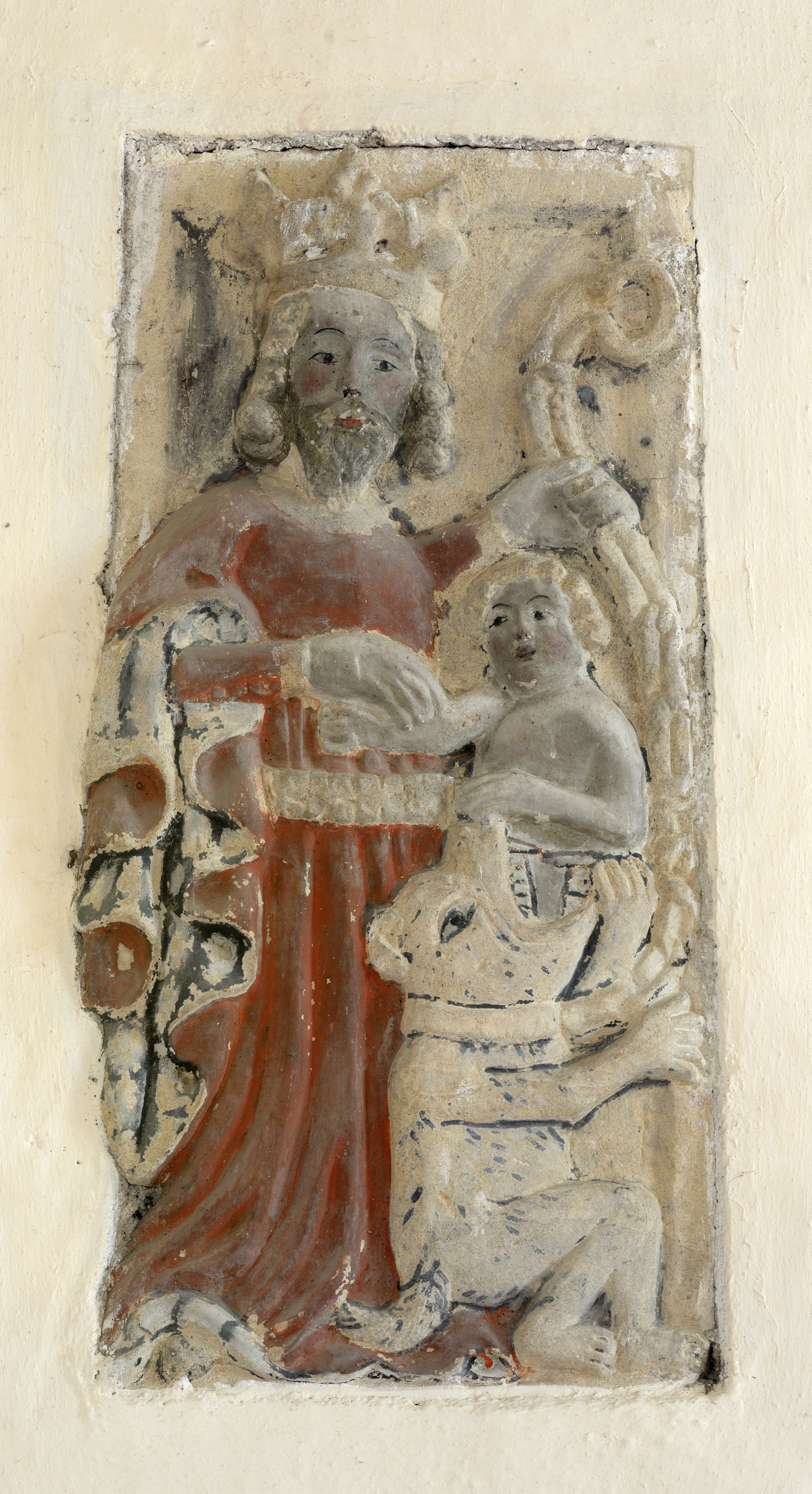
Sankt Simpert mit dem Wolf. Sandsteinrelief in der Sankt Konstantin Kirche, Völs am Schlern, Südtirol

- Der heilige Simpert ist dritter Schutzpatron für Stadt und Bistum Augsburg (neben St. Ulrich und St. Afra).
- Seit dem Abschluss des Simpertjahres am 13. Oktober 2007 ist der heilige Simpert auch Patron der Augsburger Diözesanjugend und der diözesanen Jugendarbeit.
- Die St.-Simpert-Kirche in der Innenstadt Augsburgs ist ihm geweiht.
- Die Simpertkapelle auf der Insel Wörth im Staffelsee ist nach ihm benannt.
- Etwa sechs Städte Süddeutschlands haben Straßen nach ihm benannt.
- Simpert ist ein männlicher Vorname, den beispielsweise Simpert Kraemer, barocker Baumeister, trug.

## Ikonografie
Bischof Simpert wird zusammen mit einem Wolf, der ein Kind im Maul trägt, skizziert. Der Legende nach hat er ein kleines Kind vor einem reißenden Wolf gerettet.